# Сіріюс (Клайпеда)
Футбольний клуб «Сіріюс» Клайпеда (лит. Futbolo klubas Klaipėdos Sirijus) — колишній литовський футбольний клуб з Клайпеди, що існував у 1973—1998 роках.

## Досягнення
- А-ліга/Чемпіонат Литовської РСР
  - Чемпіон (1): 1990
  - Бронзовий призер (2): 1989, 1992
- Кубок Литви
  - Володар (2): 1988, 1990
  - Фіналіст (1): 1993.